# Radiometer Medical
Radiometer Medical ApS ist ein dänisches Unternehmen und Anbieter von Blutgasmessgeräten.
Gegründet wurde es 1935 von den jungen dänischen Ingenieuren, Carl Schrøder und Børge Aagaard Nielsen zur Herstellung von Messgeräten für die dänische Radioindustrie. 1937 gelang es Søren Sørensen von den Carlsberg Laboratorien, die Entwicklung eines Analysegeräts zur pH-Bestimmung in Flüssigkeiten anzuregen. Zwei Jahre nach Arnold Orville Beckman entwickelten sie ein pH-Meter. 
Als Dänemark im Sommer 1952 von einer Polio-Epidemie heimgesucht wurde, entdeckten Dr. Poul Astrup und der Anästhesist Bjørn Ibsen, dass durch die Messung des pH-Wertes im Blut, eine metabolisch oder respiratorisch bedingte Atemnot geklärt werden und dementsprechend behandelt werden konnte. Innerhalb weniger Tage hatten die Ingenieure von Radiometer ein Gerät erschaffen, das als erster Blutgasanalysator in die Geschichte eingehen sollte.
1984 wurde das Unternehmen an der Kopenhagener Börse notiert. 1996 wurde eine Tochtergesellschaft in Thalwil, Schweiz gegründet. Die Zentrale der Radiometer Gruppe befindet sich in Kopenhagen. Radiometer ist heute eine Tochtergesellschaft der US-amerikanischen Danaher Corporation.